# Општина Исхуатлан де Мадеро (Веракруз)
Исхуатлан де Мадеро (шп. Ixhuatlán de Madero) општина је у Мексику у савезној држави Веракруз. Општина се налази на надморској висини од 276 м.

## Становништво
Према подацима из 2010. у општини је живело 49820 становника.

### Хронологија
| Година       | 2000                  | 2005                  | 2010                  |
| ------------ | --------------------- | --------------------- | --------------------- |
| Становништво | 49216 (24296 / 24920) | 48609 (23781 / 24828) | 49820 (24351 / 25469) |

### Попис
| \| \| м \| \| \| ж \| \| 0—2 \| 1.196 \| \| \| 1.174 \| \| 3—5 \| 1.345 \| \| \| 1.394 \| \| 6—11 \| 3.379 \| \| \| 3.406 \| \| 12—14 \| 1.953 \| \| \| 1.771 \| \| 15—17 \| 1.955 \| \| \| 1.875 \| \| 18—24 \| 2.618 \| \| \| 2.504 \| \| 60+ \| 3.205 \| \| \| 3.490 \| \| Просек : \| 28,9 \| \| \| 30,0 \| |       |  |  |       |
| |       |  |  |       |
| | м     |  |  | ж     |
| 0—2 | 1.196 |  |  | 1.174 |
| 3—5 | 1.345 |  |  | 1.394 |
| 6—11 | 3.379 |  |  | 3.406 |
| 12—14 | 1.953 |  |  | 1.771 |
| 15—17 | 1.955 |  |  | 1.875 |
| 18—24 | 2.618 |  |  | 2.504 |
| 60+ | 3.205 |  |  | 3.490 |
| Просек : | 28,9  |  |  | 30,0  |

| #   | Индикатор                                                                                        | Вредност |
| --- | ------------------------------------------------------------------------------------------------ | -------- |
| 1   | Становништво од 0 до 2 године                                                                    | 2370     |
| 2   | Мушко становништво од 0 до 2 године                                                              | 1196     |
| 3   | Женско становништво од 0 до 2 године                                                             | 1174     |
| 4   | Становништво са 3 и више година                                                                  | 47406    |
| 5   | Мушко становништво са 3 и више година                                                            | 23133    |
| 6   | Женско становништво са 3 и више година                                                           | 24273    |
| 7   | Становништво са 5 и више година                                                                  | 45644    |
| 8   | Мушко становништво са 5 и више година                                                            | 22250    |
| 9   | Женско становништво са 5 и више година                                                           | 23394    |
| 10  | Становништво са 12 и више година                                                                 | 37882    |
| 11  | Мушко становништво са 12 и више година                                                           | 18409    |
| 12  | Женско становништво са 12 и више година                                                          | 19473    |
| 13  | Становништво са 15 и више година                                                                 | 34158    |
| 14  | Мушко становништво са 15 и више година                                                           | 16456    |
| 15  | Женско становништво са 15 и више година                                                          | 17702    |
| 16  | Становништво са 18 и више година                                                                 | 30328    |
| 17  | Мушко становништво са 18 и више година                                                           | 14501    |
| 18  | Женско становништво са 18 и више година                                                          | 15827    |
| 19  | Становништво од 3 до 5 година                                                                    | 2739     |
| 20  | Мушко становништво од 3 до 5 година                                                              | 1345     |
| 21  | Женско становништво од 3 до 5 година                                                             | 1394     |
| 22  | Становништво од 6 до 11 година                                                                   | 6785     |
| 23  | Мушко становништво од 6 до 11 година                                                             | 3379     |
| 24  | Женско становништво од 6 до 11 година                                                            | 3406     |
| 25  | Становништво од 8 до 14 година                                                                   | 8328     |
| 26  | Мушко становништво од 8 до 14 година                                                             | 4262     |
| 27  | Женско становништво од 8 до 14 година                                                            | 4066     |
| 28  | Становништво од 12 до 14 година                                                                  | 3724     |
| 29  | Мушко становништво од 12 до 14 година                                                            | 1953     |
| 30  | Женско становништво од 12 до 14 година                                                           | 1771     |
| 31  | Становништво од 15 до 17 година                                                                  | 3830     |
| 32  | Мушко становништво од 15 до 17 година                                                            | 1955     |
| 33  | Женско становништво од 15 до 17 година                                                           | 1875     |
| 34  | Становништво од 18 до 24 године                                                                  | 5122     |
| 35  | Мушко становништво од 18 до 24 године                                                            | 2618     |
| 36  | Женско становништво од 18 до 24 године                                                           | 2504     |
| 37  | Женско становништво од 15 до 49 година                                                           | 11721    |
| 38  | Становништво са 60 и више година                                                                 | 6695     |
| 39  | Мушко становништво са 60 и више година                                                           | 3205     |
| 40  | Женско становништво са 60 и више година                                                          | 3490     |
| 41  | Однос између мушкараца и жена                                                                    | 95.61    |
| 42  | Становништво од нуле до 14 година                                                                | 15618    |
| 43  | Становништво од 15 до 64 године                                                                  | 29410    |
| 44  | Становништво од 65 година и више                                                                 | 4748     |
| 45  | Просечан број деце                                                                               | 3.19     |
| 46  | Становништво рођено у ентитету                                                                   | 47642    |
| 47  | Мушко становништво рођено у ентитету                                                             | 23299    |
| 48  | Женско становништво рођено у ентитету                                                            | 24343    |
| 49  | Становништво рођено у другом ентитету                                                            | 2031     |
| 50  | Мушко становништво рођено у другом ентитету                                                      | 981      |
| 51  | Женско становништво рођено у другом ентитету                                                     | 1050     |
| 52  | Становништво од 5 година и више резидентно у ентитету у јуну 2005. године                        | 44180    |
| 53  | Мушко становништво старосног доба од 5 година и више, резидентно у ентитету у јуну 2005. године  | 21500    |
| 54  | Женско становништво старосног доба од 5 и више година, резидентно у ентитету у јуну 2005. године | 22680    |
| 55  | Становништво од 5 година и више које је живело у другом ентитету у јуну 2005. године             | 1243     |
| 56  | Мушко становништво старије од 5 година које је живело у другом ентитету у јуну 2005. године      | 624      |
| 57  | Женско становништво старије од 5 година које је живело у другом ентитету у јуну 2005. године     | 619      |
| 58  | Становништво од 3 године и више које говори аутохтони језик                                      | 33424    |
| 59  | Мушко становништво старо 3 године и више које говори аутохтони језик                             | 16191    |
| 60  | Женско становништво старо 3 године и више које говори аутохтони језик                            | 17233    |
| 61  | Становништво од 3 године и више које говори аутохтони језик и не говори шпански језик            | 3384     |
| 62  | Мушко становништво старо 3 године и више које говори аутохтони језик и не говори шпански         | 932      |
| 63  | Женско становништво старо 3 године и више које говори аутохтони језик и не говори шпански језик  | 2452     |
| 64  | Становништво старо 3 године и више које говори аутохтони језик и шпански                         | 29722    |
| 65  | Мушко становништво старо 3 године и више које говори аутохтони језик и шпански                   | 15120    |
| 66  | Женско становништво старо 3 године и више које говори аутохтони језик и шпански                  | 14602    |
| 67  | Становништво од 5 година и више које говори аутохтони језик                                      | 32745    |
| 68  | Становништво од 5 година и више које говори аутохтони језик и не говори шпански језик            | 3228     |
| 69  | Становништво од 5 година и више које говори аутохтони језик и говори шпански језик               | 29205    |
| 70  | Становништво у домородачким домаћинствима                                                        | 44178    |
| 71  | Становништво са ограничењима у активностима                                                      | 1571     |
| 72  | Становништво са ограниченим ходањем или кретањем, горе или доле                                  | 705      |
| 73  | Становници са ограничењима вида, чак и уз кориштење сочива                                       | 423      |
| 74  | Становништво са ограничењима говора, комуникације или конверзације                               | 190      |
| 75  | Становништво са ограниченим слухом                                                               | 216      |
| 76  | Становништво са ограничењима при одевању, купању или јелу                                        | 98       |
| 77  | Становништво са ограничењима у опажању или учењу једноставних ствари                             | 84       |
| 78  | Становништво са менталним ограничењима                                                           | 222      |
| 79  | Становништво без ограничења активности                                                           | 47930    |
| 80  | Становништво од 3 до 5 година које не похађа школу                                               | 1145     |
| 81  | Мушко становништво од 3 до 5 година које не похађа школу                                         | 581      |
| 82  | Женско становништво од 3 до 5 година које не похађа школу                                        | 564      |
| 83  | Становништво од 6 до 11 година које не похађа школу                                              | 159      |
| 84  | Мушко становништво од 6 до 11 година које не похађа школу                                        | 74       |
| 85  | Женско становништво од 6 до 11 година које не похађа школу                                       | 85       |
| 86  | Становништво од 12 до 14 година које не похађа школу                                             | 171      |
| 87  | Мушко становништво од 12 до 14 година које не похађа школу                                       | 75       |
| 88  | Женско становништво од 12 до 14 година које не похађа школу                                      | 96       |
| 89  | Становништво од 15 до 17 година похађа школу                                                     | 2993     |
| 90  | Мушко становништво од 15 до 17 година похађа школу                                               | 1504     |
| 91  | Женско становништво између 15 и 17 година живота у школи                                         | 1489     |
| 92  | Становништво од 18 до 24 године похађа школу                                                     | 1457     |
| 93  | Мушко становништво од 18 до 24 године похађа школу                                               | 770      |
| 94  | Женско становништво од 18 до 24 године похађа школу                                              | 687      |
| 95  | Становништво од 8 до 14 година које не може да чита и пише                                       | 741      |
| 96  | Мушко становништво старосног доба од 8 до 14 година које не може да чита и пише                  | 424      |
| 97  | Женско становништво старосног доби од 8 до 14 година које не може да чита и пише                 | 317      |
| 98  | Становништво од 15 година и више које је неписмено                                               | 8376     |
| 99  | Мушко становништво од 15 година и више које је неписмено                                         | 2915     |
| 100 | Женско становништво од 15 година и више које је неписмено                                        | 5461     |
| 101 | Становништво старо 15 и више година без школовања                                                | 5863     |
| 102 | Мушко становништво старо 15 и више година без школовања                                          | 1931     |
| 103 | Женско становништво старо 15 и више година без школовања                                         | 3932     |
| 104 | Становништво старосног доба 15 и више година са непотпуним основним образовањем                  | 9275     |
| 105 | Мушко становништво старосног доба од 15 година и више са непотпуном основним образовањем         | 4634     |
| 106 | Женско становништво старосног доба 15 и више година са непотпуном основним образовањем           | 4641     |
| 107 | Становништво старо 15 и више година са комплетним основним образовањем                           | 6357     |
| 108 | Мушко становништво старо 15 година и више са комплетним основним образовањем                     | 3190     |
| 109 | Женско становништво старо 15 и више година са комплетним основним образовањем                    | 3167     |
| 110 | Становништво старосног доба 15 и више година са непотпуним средњим образовањем                   | 2127     |
| 111 | Мушко становништво старосног доба од 15 година и више са непотпуним средњим образовањем          | 1126     |
| 112 | Женско становништво старосног доба од 15 година и више са непотпуним средњим образовањем         | 1001     |
| 113 | Становништво старо 15 и више година са пуним секундарном образовањем                             | 4781     |
| 114 | Мушко становништво старосног доба од 15 година и више са пуним секундарном образовањем           | 2604     |
| 115 | Женско становништво старосног доба од 15 година и више са пуним секундарном образовањем          | 2177     |
| 116 | Становништво старије од 18 година са постосновним образовањем                                    | 4750     |
| 117 | Мушко становништво старије од 18 година са постосновним образовањем                              | 2503     |
| 118 | Женско становништво старије од 18 година са постосновним образовањем                             | 2247     |
| 119 | Просечна оцена школовања                                                                         | 5.73     |
| 120 | Просечан ниво образовања мушке популације                                                        | 6.19     |
| 121 | Просечан ниво образовања женског становништва                                                    | 5.3      |
| 122 | Економски активно становништво                                                                   | 16198    |
| 123 | Економски активна мушка популација                                                               | 13605    |
| 124 | Економски активна женска популација                                                              | 2593     |
| 125 | Становништво које није економски активно                                                         | 21439    |
| 126 | Мушко становништво које није економски активно                                                   | 4679     |
| 127 | Женско становништво које није економски активно                                                  | 16760    |
| 128 | Запослено становништво                                                                           | 16103    |
| 129 | Запослено мушко становништво                                                                     | 13536    |
| 130 | Запослено женско становништво                                                                    | 2567     |
| 131 | Незапослена популација                                                                           | 95       |
| 132 | Незапослена мушка популација                                                                     | 69       |
| 133 | Незапослена женска популација                                                                    | 26       |
| 134 | Становништво без права на здравствене услуге                                                     | 20261    |
| 135 | Становништво које има право на здравствене услуге                                                | 29418    |
| 136 | Становништво које има право на ИМСС                                                              | 5310     |
| 137 | Становништво које има право на социјално осигурање                                               | 1779     |
| 138 | Становништво које има право на државно социјално осигурање                                       | 200      |
| 139 | Становништво које има право на опште осигурање или здравствено осигурање за нову генерацију      | 21988    |
| 140 | Становништво које је било једном или није било у браку током 12 година и више                    | 12644    |
| 141 | Венчано или уједињено становништво од 12 година и више                                           | 21751    |
| 142 | Становништво које је било у браку или уједињено 12 година и више                                 | 3416     |
| 143 | Становништво са католичком религијом                                                             | 40613    |
| 144 | Протестанти, еванђелисти и библијски следбеници различити од еванђелиста                         | 7046     |
| 145 | Становништво са другим религијама различитим од претходних                                       | 0        |
| 146 | Становништво без религије                                                                        | 1845     |
| 147 | Укупно пописаних домаћинства                                                                     | 11754    |
| 148 | Пописна домаћинства на челу са мушкарцима                                                        | 9579     |
| 149 | Пописна домаћинства на челу са женама                                                            | 2175     |
| 150 | Становништво у пописним домаћинствима                                                            | 49784    |
| 151 | Становништво у пописним домаћинствима на челу са мушкарцима                                      | 42927    |
| 152 | Становништво у пописним домаћинствима на челу са женама                                          | 6857     |
| 153 | Укупно домаћинстава                                                                              | 13310    |
| 154 | Укупно насељених домаћинстава                                                                    | 11766    |
| 155 | Укупно приватних кућа                                                                            | 13298    |
| 156 | Насељени приватни домови                                                                         | 11754    |
| 157 | Укупно насељених приватних кућа                                                                  | 11766    |
| 158 | Ненасељене приватне куће                                                                         | 658      |
| 159 | Појединачна домаћинства за привремену употребу                                                   | 886      |
| 160 | Становници у насељеним приватним кућама                                                          | 49784    |
| 161 | Насељеност станара у приватним становима                                                         | 4.24     |
| 162 | Просечно становника по соби у приватним насељеним домаћинствима                                  | 1.28     |
| 163 | Појединачна домаћинства са подовима од различитих материјала од земље                            | 6162     |
| 164 | Појединачна домаћинства у приземљу                                                               | 5523     |
| 165 | Појединачна домаћинства са једном спаваћом собом                                                 | 5077     |
| 166 | Појединачна домаћинства са две спаваће собе и више                                               | 6649     |
| 167 | Појединачна домаћинства са једним собом                                                          | 1171     |
| 168 | Појединачна домаћинства са две собе                                                              | 2939     |
| 169 | Појединачна домаћинства са 3 собе и више                                                         | 7602     |
| 170 | Појединачна домаћинства која имају електрично светло                                             | 11134    |
| 171 | Појединачна домаћинства која немају електрично светло                                            | 579      |
| 172 | Појединачна домаћинства која имају водоводну воду у стамбеном простору                           | 5704     |
| 173 | Појединачна домаћинства која немају водоводну воду у стамбеном простору                          | 6012     |
| 174 | Појединачна домаћинства која имају тоалет                                                        | 11427    |
| 175 | Појединачна домаћинства која имају канализацију                                                  | 2046     |
| 176 | Појединачна домаћинства која немају канализацију                                                 | 9657     |
| 177 | Појединачна домаћинства која имају електрично светло, довод воде из јавне мреже и канализацију   | 1390     |
| 178 | Појединачна домаћинства без икаквих услова                                                       | 2028     |
| 179 | Појединачна домаћинства која имају радио                                                         | 7535     |
| 180 | Појединачна домаћинства која имају телевизор                                                     | 8059     |
| 181 | Појединачна домаћинства која имају фрижидер                                                      | 5144     |
| 182 | Појединачна домаћинства која имају машину за веш                                                 | 869      |
| 183 | Појединачна домаћинства која имају аутомобил или комби                                           | 1076     |
| 184 | Појединачна домаћинства која имају рачунар                                                       | 415      |
| 185 | Појединачна домаћинства која имају фиксну телефонску линију                                      | 1238     |
| 186 | Појединачна домаћинства која имају мобилни телефон                                               | 160      |
| 187 | Појединачна домаћинства која имају приступ интернету                                             | 62       |